# 프랑크 제어
프랑크어, 프랑켄어 또는 프랑코니아어(영어: Franconian)는 언어학에서 일부 서게르만어군 방언들을 지칭하는 데 사용되는 집합적 용어로, 중세 초기 프랑크 왕국의 역사적 핵심부였던 지역에서 사용되는 방언들을 주로 가리킨다.
언어학적으로 프랑크어로 전통적으로 묶이는 방언에 공통되는 유형적 특징이나 음운 변화는 없으며, 고대 프랑크족이 사용하던 고대 프랑크어와의 실제 계통적 연관성도 불분명하다. 또한 프랑크어라는 표현은 언어학자들의 사용에만 국한되며 실제 화자들은 보통 자신의 언어를 프랑크어로 부르지 않는다. 유일한 예외는 자기 명칭이 "프랑크어"(Fränggisch)인 동프랑크어(Ostfränkisch)인데, 이 방언군의 사용 지역이 현대에도 프랑켄이라는 역사적 지명으로 불리고 있기 때문이다.

## 종류
- 저지 프랑크어
- 중부 프랑크어
- 라인 프랑크어
- 동프랑크어
- 남프랑크어

## 같이 보기
- 고대 프랑크어